# Preaek Prasab (comuna)
Preaek Prasab es una comuna (khum) del distrito de Preaek Prasab, en la provincia de Kratié, Camboya. En marzo de 2019 tenía una población estimada de 14 460 habitantes.
Se encuentra ubicada al este del país, cerca de la orilla del río Mekong y de la frontera con Vietnam.